# حارة اليرموك (دار سعد)

تعديل مصدري - تعديل

حارة اليرموك هي إحدى حارات حي أول مايو الواقع بمديرية دار سعد التابعة لمحافظة عدن، بلغ تعداد سكانها 1155 نسمة حسب تعداد اليمن لعام 2004.